# Nizam van Haiderabad

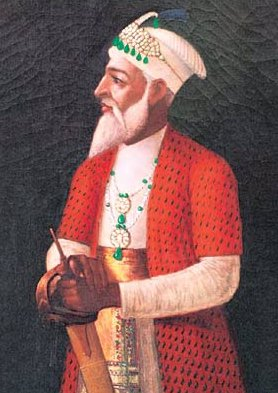
Qamar ad-Din Chin Qilij Khan Asif Jah I

De nizam-al-mulk (Arabisch: نظام الملك; ook wel nisam) of nizam van Haiderabad was in de 18e tot 20e eeuw de heerser van de Indiase vorstenstaat Haiderabad. Haiderabad was van 1724 tot 1949 een onafhankelijke of semi-onafhankelijke staat rond de gelijknamige stad Haiderabad. Tegenwoordig ligt de stad in de Indiase deelstaat Telangana.
De titel duikt rond 1600 voor het eerst in documenten in het Urdu op. De eerste nizam van Haiderabad was een vazal van de in Delhi residerende Mogols. Toen het gezag van de Mogolkeizer aan het begin van de 18e eeuw afnam ging de nizam, Chin Qilich Khan, zich geleidelijk steeds onafhankelijker gedragen. Hij regeerde onder de naam "Asaf Jah" en de titel nizam ul-mulk werd erfelijk. Zijn opvolgers waren allen leden van de islamitische Asaf Jahidynastie. Onder hun heerschappij groeide Haiderabad uit tot het belangrijkste islamitische centrum in het zuiden van India.
Aan het eind van de 18e eeuw arriveerden de Fransen en Britten aan het hof van Haiderabad. Met toestemming van de nizam vestigden beide koloniale machten een regiment in de stad. In naam dienden deze troepen de nizam, maar in werkelijkheid voerden de Fransen en Britten een strategisch spel om de hegemonie in het zuiden van India. De Britten wisten de gunst van de nizam te verwerven en de Fransen uit Haiderabad te verdrijven. Aan het hof van de nizam werd een Britse resident aangesteld. Hoewel de nizam in naam een onafhankelijke bondgenoot was, groeide de Britse invloed geleidelijk. De nizam bleef echter een eigen leger houden, en later ook een politie- en luchtmacht.
In 1947 kon Lord Louis Mountbatten, die was aangewezen om als laatste onderkoning van Indië de onafhankelijkheid van India voor te bereiden, niet tot overeenstemming met de nizam komen over de politieke en staatkundige toekomst van Haiderabad. Formeel was Haiderabad een onafhankelijke staat en had de nizam zelfbeschikkingsrecht. De nizam overwoog om zijn land onafhankelijk te verklaren of voor aansluiting bij Pakistan te kiezen. De Indiase regering van Pandit Nehru greep echter in en met een snelle militaire operatie (met de codenaam "operatie Polo" aangeduid omdat de Indische vorsten graag polo speelden) werden enkele in India gelegen vorstenlanden, waaronder Haiderabad, veroverd en geannexeerd. De nizam werd met pensioen gestuurd maar bleef een royale toelage ontvangen. 
Alle nizams zijn in de Mekka-moskee bij de Charminar bijgezet.

## Lijst van nizams van Hyderabad
| Nr. | Monarch | Monarch                                               | regeringsperiode | regeringsperiode            |
| --- | ------- | ----------------------------------------------------- | ---------------- | --------------------------- |
| 1   |         | Mir Qamaruddin Khan (1671-1748)                       | 13 juli 1724     | 1 juni 1748                 |
| 2   |         | Mir Ahmed Ali Khan (1726-1750)                        | 1 juni 1748      | 16 december 1750            |
| 3   |         | Mir Hidayat Muhyi ad-Din Sadallah Khan (ca.1715-1751) | 16 december 1750 | 13 februari 1751            |
| 4   |         | Mir Sa'id Muhammad Khan (1718-1763)                   | 13 februari 1751 | 8 juli 1762 (afgezet)       |
| 5   |         | Mir Nizam Ali Khan (1734-1803)                        | 8 juli 1762      | 6 augustus 1803             |
| 6   |         | Mir Akbar Ali Khan (1768-1829)                        | 6 augustus 1803  | 21 mei 1829                 |
| 7   |         | Mir Farqunda Ali Khan (1794-1857)                     | 21 mei 1829      | 16 mei 1857                 |
| 8   |         | Mir Tahniyath Ali Khan (1827-1869)                    | 16 mei 1857      | 26 februari 1869            |
| 9   |         | Mir Mahboob Ali Khan (1866-1911)                      | 26 februari 1869 | 29 augustus 1911            |
| 10  |         | Mir Osman Ali Khan (1886-1967)                        | 29 augustus 1911 | 27 september 1948 (afgezet) |